# Шартнейка
Шартнейка (горномар. Шӓртньӹ) — деревня в Горномарийском районе Марий Эл Российской Федерации. Входит в состав Виловатовского сельского поселения.
Численность населения — 20 чел. (2010 год).

## География
Располагается в 15 км от административного центра сельского поселения — села Виловатово. При заполнении в 1980 году Чебоксарской ГЭС деревня оказалась на берегу Волги.

## История
Выселок Шартнеял был основан в 1921 году крестьянами из деревни Шиндыръялы. Позднее сюда переселились семьи из д. Важнангер и Сачиково. В годы коллективизации здесь был организован колхоз «Якшар пеледыш» («Красный цветок»).

## Население
| 2002 | 2010 |
| ---- | ---- |
| 40   | ↘20  |